# Poa radula
Poa radula là một loài thực vật có hoa trong họ Hòa thảo. Loài này được Franch. & Sav. miêu tả khoa học đầu tiên năm 1878.